# Onthophagus corniculatus
Onthophagus corniculatus là một loài bọ cánh cứng trong họ Bọ hung (Scarabaeidae).